# André de Totma
 (mars 2025).
André de Totma est un saint orthodoxe russe né en 1638 à Totemsk et mort dans la même ville à une date inconnue, probablement à cinquante-trois ans.

## Sa vie
André de Totma est né en 1638 dans une famille pauvre, comme bon nombre de fols-en-Christ. Ses parents moururent assez jeunes et, à leur mort, André de Totma s'installa dans la ville de Galitch. Il se lia là-bas d'amitié avec le moine Stéphane, un starets, c'est dire un directeur spirituel dans la foi catholique orthodoxe. Ce dernier faisait partie du monastère de la Résurrection.
Il devient alors fol-en-Christ, conformément à l'idéal acétique prôné par saint Paul pour qui la sagesse du monde diffère de la sagesse spirituelle. Il part faire le tour des monastères, vêtu de loques. Il marchait pieds nus, y compris pendent les longs hivers rigoureux de la Russie en cette fin du XVIIe siècle.
Dans l'Histoire générale des voyages, ouvrage écrit par un érudit français inconnu en 1779, on peut lire qu'il s'agit d'un personnage miraculeux dont le corps est resté intact après sa mort d'où le nom du "miraculeux de Totma".
Il se rendit célèbre pour de nombreux miracles dont le fait de rendre la vue à un malvoyant du nom d'Ajbakaï issu d'une tribu finno-ougrien de nord de la Russie près de Novgorod.

## Son époque
La Russie du XVIIe siècle est appelée par les historiens russes non sans raison le "temps des troubles". En effet, la Russie doit faire face à l'expansionnisme polonais à l'ouest mais aussi à des querelles de dynastie après que Riourik décède en 1590. Malgré la bonne volonté de Boris Godounov en 1598 de ramener la paix, il faudra attendre 1613 avec l'élection de Michel Romanov et l'émergence d'une nouvelle dynastie. En 1638, bon nombre de sectes dissidentes pullulent en Russie et souhaitent un retour à la tradition et la pauvreté originale. D'où une réponse de la part des autorités russes orthodoxes, affichant une volonté de reforme et de renouveau spirituel.

## Note et référence
1. 1 2  Claude Lopez-ginisty, « ORTHODOXOLOGIE: Fols-en-Christ: Saint André de Totma (10 octobre) », sur ORTHODOXOLOGIE, 14 janvier 2010 (consulté le 7 décembre 2020)
2. ↑  Jean-Claude Roberti, « Un clown d’Église : le fol en Christ ? », dans Le Clown : Rire et/ou dérision ?, Presses universitaires de Rennes, coll. « Spectaculaire | Théâtre », 28 janvier 2013 (ISBN 978-2-7535-2711-9, lire en ligne), p. 25–29
3. 1 2  « calendrier.egliseorthodoxe.com », sur calendrier.egliseorthodoxe.com (consulté le 7 décembre 2020)
4. ↑  Histoire générale des voyages, ou Nouvelle collection de toutes les relations de voyages par mer et par terre, qui ont été publiées jusqu'à présent dans les différentes langues de toutes les nations connues ... avec les mœurs et les usages des habitants ... qui représentera l'état actuel de toutes les nations : enrichie de cartes géographiques nouvellement composées ..., chez Pierre de Hondt, 1779 (lire en ligne)
5. ↑  Irina Gouzévitch, « Le transfert technique et la Russie ancienne (fin du XVe - fin du XVIIe siècle) », Bulletin de la Sabix. Société des amis de la Bibliothèque et de l'Histoire de l'École polytechnique, no 33,‎ 1er mai 2003, p. 4–74 (DOI 10.4000/sabix.412, lire en ligne, consulté le 8 décembre 2020)
6. ↑  Alexis Berelowitch, « La noblesse à la cour de Michel Romanov de 1613 à 1627 : honneur, service, lignage, à travers les querelles de préséance », Revue des Études Slaves, vol. 70, no 1,‎ 1998, p. 249–254 (lire en ligne, consulté le 8 décembre 2020)
7. ↑  Encyclopædia Universalis, « RASKOL », sur Encyclopædia Universalis (consulté le 8 décembre 2020)

### article connexe
- Temps des troubles
- fol en Christ
- Galich
- Starets